# Kylindrit
Kylindrit (engl. Cylindrite; IMA-Symbol Cy) ist ein selten vorkommendes Mineral aus der Mineralklasse der „Sulfide und Sulfosalze“ mit der chemischen Zusammensetzung FePb3Sn4Sb2S14 und damit chemisch gesehen ein Eisen-Zinn-Blei-Antimon-Sulfosalz.
Kylindrit kristallisiert im triklinen Kristallsystem, ist in jeder Form undurchsichtig und entwickelt ungewöhnliche Kristallformen, die aus einzelnen, übereinandergerollten Schalen mit zylindrischem oder konischem, selten auch kugeligem Habitus bestehen und oft in büscheligen oder fächerförmigen Aggregaten von bis zu fünf Zentimetern Größe angeordnet sind. Seine Farbe variiert zwischen bleigrau und schwarz, seine Strichfarbe ist dagegen rein schwarz. Frische Proben weisen einen metallischen Glanz auf.

## Etymologie und Geschichte

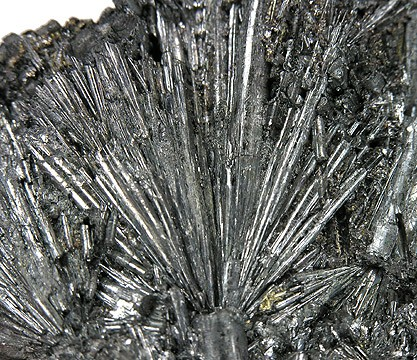
Fächerförmiger Kylindrit aus der Typlokalität Grube Santa Cruz, Poopó, Bolivien (Gesamtgröße der Probe: 5,3 × 3,6 × 2,8 cm)

Erstmals entdeckt wurde Kylindrit in der „Mina Santa Cruz“ (Grube Santa Cruz) nahe Poopó im bolivianischen Departamento  Oruro und beschrieben 1893 durch Friedrich August Frenzel, der das Mineral aufgrund seiner charakteristischen zylindrischen bis walzenförmigen Gestalt nach dem altgriechischen Wort κυλίνδειν [kylíndein] für rollen oder wälzen benannte.

## Klassifikation
Bereits in der veralteten 8. Auflage der Mineralsystematik nach Strunz gehörte der Kylindrit zur Mineralklasse der „Sulfide und Sulfosalze“ und dort zur Abteilung der „Sulfide mit dem Stoffmengenverhältnis M : S = 1 : 1“, wo er zusammen mit Franckeit im Anhang der „Herzenbergit-Reihe“ mit der System-Nr. II/B.13 und den Hauptmitgliedern Herzenbergit und Teallit eingeordnet ist.
Im zuletzt 2018 überarbeiteten und aktualisierten Lapis-Mineralienverzeichnis nach Stefan Weiß, das sich aus Rücksicht auf private Sammler und institutionelle Sammlungen noch nach dieser alten Form der Systematik von Karl Hugo Strunz richtet, erhielt das Mineral die System- und Mineral-Nr. II/C.17-80. In der „Lapis-Systematik“ entspricht dies der Abteilung „Sulfide mit dem Stoffmengenverhältnis Metall : S,Se,Te ≈ 1 : 1“, wo Kylindrit zusammen mit Abramovit, Coirait, Franckeit, Herzenbergit, Lévyclaudit, Merelaniit, Mohit, Stistait, Suredait, Teallit und Znamenskyit die unbenannte Gruppe II/C bildet.
Die von der International Mineralogical Association (IMA) zuletzt 2009 aktualisierte 9. Auflage der Strunz’schen Mineralsystematik ordnet den Kylindrit ebenfalls in die Klasse der „Sulfide und Sulfosalze“, dort allerdings in die Abteilung der „Sulfosalze mit SnS als Vorbild“ ein. Diese ist zudem weiter unterteilt nach den in der Verbindung vorherrschenden Metallen bzw. der Struktur, so dass das Mineral entsprechend seiner Zusammensetzung in der Unterabteilung „Mit SnS- und PbS-Archetyp-Struktureinheiten“ zu finden ist, wo es als Namensgeber die „Kylindritgruppe“ mit der System-Nr. 2.HF.25a und den weiteren Mitgliedern Abramovit und Lévyclaudit bildet.
Auch die vorwiegend im englischen Sprachraum gebräuchliche Systematik der Minerale nach Dana ordnet den Kylindrit in die Klasse der „Sulfide und Sulfosalze“ und dort in die Abteilung der „Sulfosalze“ ein. Hier ist er ebenfalls als Namensgeber der „Kylindritgruppe“ mit der System-Nr. 03.01.04 und den weiteren Mitgliedern Abramovit, Franckeit und Coirait sowie den inzwischen als Varietäten von Franckeit diskreditierten Incait und Potosíit innerhalb der Unterabteilung der „Sulfosalze mit dem Verhältnis z/y > 4 und der Zusammensetzung (A+)i(A2+)j[ByCz], A = Metalle, B = Halbmetalle, C = Nichtmetalle“ zu finden.

## Kristallstruktur
Kylindrit kristallisiert triklin in der Raumgruppe P1 (Raumgruppen-Nr. 1) mit einer sehr komplexen Kristallstruktur, bestehend aus zwei triklinen Untergittern mit der gemeinsamen Ebene (100), der Achse a0 und den Gitterparametern:
- tC: a = 11,76 Å; b = 5,79 Å; c = 5,81 Å; α = 91°; β = 91,2° und γ = 95°[3]

- hC: a = 11,73 Å; b = 3,67 Å; c = 6,32 Å; α = 91°; β = 91° und γ = 91°[3]

Strukturell besteht Kylindrit aus gewellten Schichten, in denen sich die pseudotetragonal (tC) kristallisierende Verbindung MeS (Me= Pb, Sn, Ag, Fe) mit deformierter PbS-Struktur und die pseudohexagonal (hC) kristallisierende Verbindung SnS2 mit Sn in oktaedrischer Koordination abwechseln.

## Eigenschaften
Von kalten Säuren wird Kylindrit kaum angegriffen. Heiße Salzsäure und Salpetersäure lösen ihn dagegen allmählich auf. Vor dem Lötrohr auf Kohle schmilzt Kylindrit leicht zur Kugel und gibt Schweflige Säure sowie einen Beschlag aus Bleioxid und Zinnoxid ab.

## Bildung und Fundorte

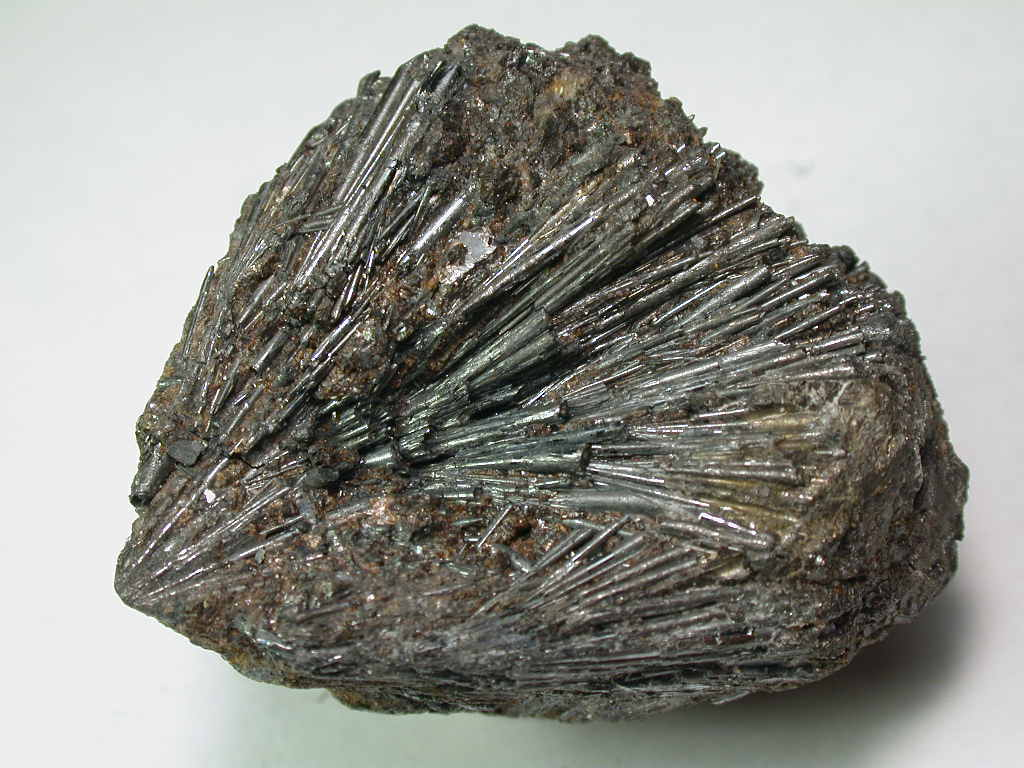
Kylindrit aus der Grube Trinacria, Callipampa, Provinz Poopó, Departamento Oruro, Bolivien (Größe: 4,5 × 4,0 cm)

Kylindrit bildet sich hydrothermal in zinnhaltigen Gängen. Begleitminerale sind unter anderem Boulangerit, Franckeit, Galenit, Incait, Jamesonit, Kassiterit, Potosíit, Pyrit, Sphalerit, Stannit und Teallit.
Als seltene Mineralbildung konnte Kylindrit bisher nur an wenigen Orten nachgewiesen werden, wobei weltweit bisher rund 20 Fundstätten dokumentiert sind (Stand 2022). Neben seiner Typlokalität „Grube Santa Cruz“ trat das Mineral in Bolivien noch in der ebenfalls bei Poopó gelegenen „Grube San Francisco“ sowie innerhalb der Provinz Poopó noch in der „Grube Trinacria“ auf. Diese Bergwerke sind auch durch ihre reichhaltigen Mineralfunde mit Kristallgrößen bis etwa 5 cm Länge bekannt. Daneben fand sich Kylindrit noch in mehreren weiteren Bergwerken in dem Departamento Oruro und dem Departamento Potosí.
Weitere Fundorte ist unter anderem das Oploca-Ader-System der „Grube Oploca“ in der Pirquitas-Lagerstätte der argentinischen Provinz Jujuy, die Sukhoi Log Lagerstätte bei Bodaibo in der russischen Oblast Irkutsk (Ostsibirien) sowie die Nikitovka-Lagerstätte im Donezbecken nahe Donezk in der Ukraine.